# Felipe Schaedler
Felipe Schaedler é um chef brasileiro, nascido em Maravilha (Santa Catarina).
De origem alemã, mudou-se com a família para Manaus em 2004. Abandonou o projeto de estudar Direito para se dedicar à gastronomia. Começou a frequentar as feiras do Amazonas, procurando se informar sobre os ingredientes amazônicos. Em 2009, abriu o restaurante Banzeiro, onde deu toques contemporâneos à culinária tradicional da região.
Foi eleito pela revista Forbes um dos 30 brasileiros com menos de 30 anos mais influentes, em 2014. Recebeu em 2012 a Ordem do Mérito Cultural.